# Anti-Revolutionaire Partij

Logo der ARP ab 1968

Die Anti-Revolutionaire Partij (ARP, ausgesprochen [ɑntiʔrevoly(t)ʃonɛːrə pɑrtɛi]; deutsch Anti-Revolutionäre Partei) war die erste konfessionelle bzw. christdemokratische und konservative Partei der Niederlande. 1879 von Abraham Kuyper gegründet, vertrat sie die streng-calvinistischen (gereformeerden) Christen. Das „antirevolutionär“ im Namen bezog sich auf die Gegnerschaft zu den Ideen der Französischen Revolution und aufklärerischem Gedankengut. Obwohl sie nach 1917 bei Parlamentswahlen nie über mehr als 20 % kam, blieb ihr Einfluss beträchtlich. 1980 fusionierte sie mit anderen christlichen Parteien zum Christen-Democratisch Appèl (Christdemokratischer Appell, CDA).

## Geschichte

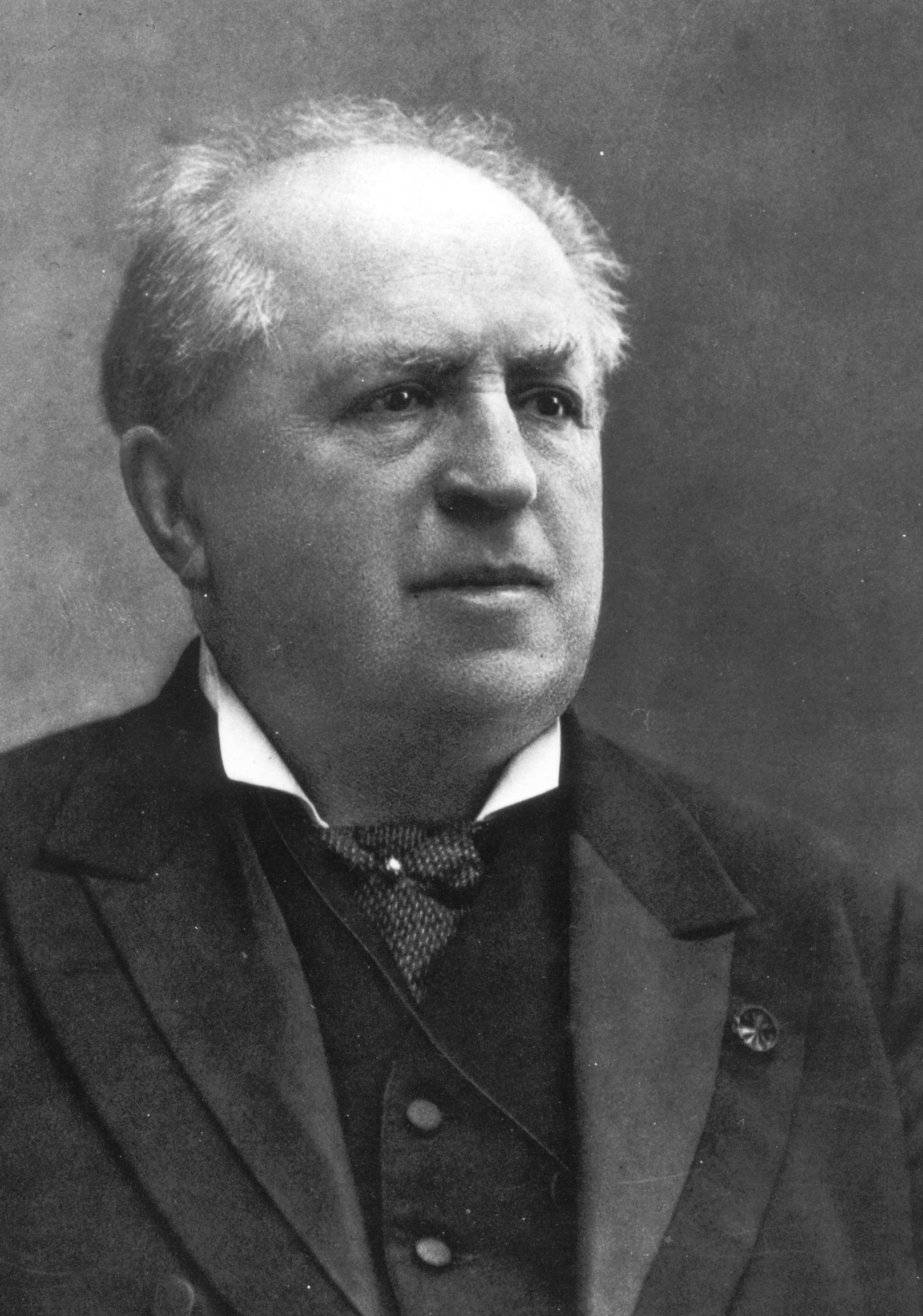
Abraham Kuyper, Gründer und langjähriger Vorsitzender der ARP

### Gründung undVerzuiling
Eine „anti-revolutionäre“ politische Strömung und Parlamentsfraktion gab es bereits in der ersten Hälfte des 19. Jahrhunderts, damals unter Führung Guillaume Groen van Prinsterers. Sie lehnte liberale Ideen ab und bekannte sich zu „Gott, den Niederlanden und dem Haus Oranien“.
Als Partei im eigentlichen Sinne – die erste der Niederlande – wurde die ARP 1879 vom protestantischen Theologen und Politiker Abraham Kuyper gegründet. Der wichtigste Punkt der ARP war die Gleichstellung von öffentlichen und privaten (kirchlichen) Schulen. Im Jahr zuvor hatten mehr als 300.000 Protestanten und 160.000 Katholiken mit einer Petition gegen die Schulreform des liberalen Ministerpräsidenten Joannes Kappeyne van de Coppello protestiert (die König Wilhelm III. dennoch in Kraft setzte). Kuyper war im 19. Jahrhundert Anführer einer Reformbewegung innerhalb des Protestantismus, die eine Rückbesinnung auf die „reine“ Lehre Calvins propagierte und 1886 zur Abspaltung der Gereformeerde Kerken von der protestantischen Staatskirche (Hervormde Kerk) führte.
Kuyper formulierte die Idee der souvereiniteit in eigen kring („Souveränität im eigenen Kreis“), d. h., dass Staat und Kirche(n) jeweils in ihrer eigenen Sphäre unabhängig seien. Daraus resultierte auch das Phänomen der Verzuiling: Die verschiedenen konfessionellen und gesellschaftlichen Gruppen (Protestanten, Katholiken, Liberale und Arbeiterbewegung) gründeten jeweils nicht nur eigene Parteien, sondern auch eigene Schulen und Hochschulen, Zeitungen und Rundfunksender, Gewerkschaften und sogar Freizeit- sowie Sportvereine. Folglich waren die Niederlande bis in die 1960er-Jahre von so etwas wie Parallelgesellschaften geprägt. Zur Gereformeerden Säule, deren parteipolitische Vertretung die ARP war, gehörten außerdem die konfessionellen Scholen met de Bijbel („Schulen mit Bibel“), die 1880 von Kuyper gegründete Vrije Universiteit Amsterdam, die Zeitung De Standaard (bzw. nach dem Zweiten Weltkrieg Trouw), die Gewerkschaft Christelijk Nationaal Vakverbond (CNV), die Nederlandse Christelijke Radio Vereniging (NCRV), die Krankenhäuser des orange-grünen Kreuzes sowie eine Sektion der Fußball-Hoofdklasse, die aufgrund der strengen Sonntagsruhe der Calvinisten nur samstags spielte, während katholisch oder sozialistisch geprägte Clubs in der Sonntags-Liga spielten.

### Konflikt mit den Liberalen und Abspaltung der CHU
Bis zum Ersten Weltkrieg gelang es der ARP dreimal, in Koalition mit den Katholiken und parteilosen Konservativen, die Liberalen von der Regierung zu verdrängen und selbst den Premierminister zu stellen: Æneas Mackay (1888–91), Abraham Kuyper (1901–05) und Theo Heemskerk (1908–13).
Das von 1866 bis 1917 geltende Zensuswahlrecht benachteiligte die Anhängerschaft der ARP, die sich eher bei den „kleinen Leuten“ (kleine luyden) fand, während es die eher im Großbürgertum verwurzelten Liberalen bevorzugte, die bis 1909 stets stärkste Kraft in der Zweiten Kammer waren. Aufgrund ihrer fundamentalen Gegnerschaft zu republikanischen Ideen wie dem Prinzip der Volkssouveränität, lehnte die ARP dennoch eine Ausweitung des Wahlrechts, wie sie 1892 der liberale Innenminister Johannes Tak van Poortvliet vorschlug, zunächst ab. Stattdessen sprachen sich die Anti-Revolutionären für ein „Hausmannswahlrecht“ (huismanskiesrecht) aus: Der Vater sollte als Haushaltsvorstand die Stimme für seine Familie abgeben. Da es dafür keine Mehrheit gab, schwenkte Kuyper auf den liberalen Vorschlag Tak van Poortvliets – Stimmrecht für jeden Mann, der lesen und schreiben und selbst für seinen Unterhalt sorgen kann – ein, von dem er sich eine Vergrößerung des Wählerpotentials der ARP versprach.
Dieses Taktieren Kuypers war für einen Teil der anti-revolutionären Fraktion inakzeptabel, der sich unter Alexander de Savornin Lohman als Vrije Antirevolutionaire abspaltete, woraus später die Christelijk-Historische Unie (CHU) hervorging. Diese Parteispaltung spiegelte auch die wenige Jahre zuvor vollzogene Kirchenspaltung (Doleantie) von Kuypers streng-calvinistischen Gereformeerden von der offiziellen Hervormden Kerk wider. Kuypers Lehre kam vor allem in den unteren Schichten gut an, die folglich in den Gereformeerden Kirchen und unter den Anhängern der ARP stärker vertreten waren, während das protestantische Bürgertum und der Adel eher in der etablierten Hervormden Kerk verblieben, der die CHU nahestand. Ein wesentlicher Unterschied zwischen den beiden protestantischen Parteien war auch die Organisationsform: Die ARP war eine straff-hierarchisch geführte Partei mit Massenbasis, die CHU eher ein lockerer Zusammenschluss von Honoratioren. Die CHU lehnte zudem die von Kuyper und seinen Anhängern vorangetriebene Isolation des calvinistischen Milieus in der eigenen „Säule“ ab.
Die Schwelle für das Wahlrecht wurde – bis zur völligen Aufhebung durch die Verfassungsänderung 1917 – schrittweise abgesenkt, wodurch zunehmend größere Teile der männlichen Bevölkerung wählen durften, was jedes Mal auch eine Zunahme des Stimmen- und Sitzanteils der ARP brachte. Hatte sie nach der Wahl 1883 (an der nur 75.000 Wähler teilnahmen) nur 18 der 86 Sitze im Unterhaus, wurde sie – trotz der Abspaltung der CHU – 1909 (bei knapp 600.000 Wählern) mit 28 % der Stimmen und 25 von 100 Sitzen erstmals vor den Liberalen stärkste Kraft (die CHU kam auf 11 % und 10 Sitze).

### Von 1917 bis zum Zweiten Weltkrieg

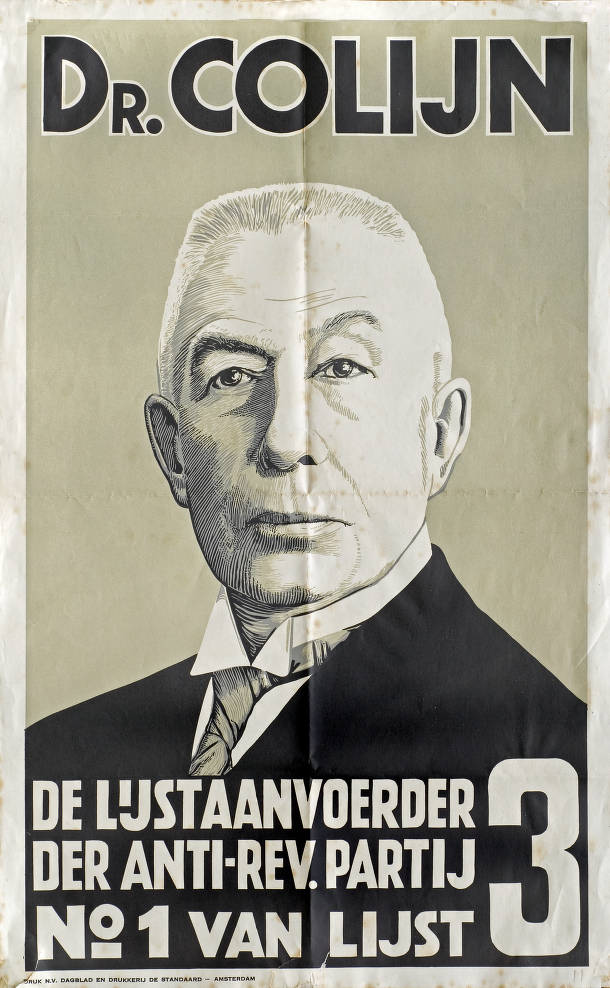
Plakat der ARP zur Wahl 1937 mit Hendrikus Colijn

Die Verfassungsreform von 1917 beinhaltete einen Kompromiss zwischen dem liberalen und dem christlichen Lager hinsichtlich der Schul- und der Wahlrechtsfrage und wird deshalb als Pacificacie („Befriedung“) bezeichnet: Die Liberalen setzten das allgemeine Wahlrecht (zunächst für Männer, ab 1919 auch für Frauen) durch, dafür wurde die Forderung der konfessionellen Parteien nach gleicher Finanzierung von staatlichen und kirchlichen Schulen erfüllt.
Von der Einführung des allgemeinen Wahlrechts profitierten letztlich Katholiken und Sozialdemokraten stärker als die ARP. Deshalb pendelte sich der Stimmenanteil der ARP zwischen den beiden Weltkriegen bei 12–14 % ein. Die drei christlich-konfessionellen Parteien – Römisch-Katholische Staatspartei, ARP und CHU – dominierten nun die politische Landschaft und stellten während der gesamten Zwischenkriegszeit die Regierung. Zeitweilig gab es auch in dieser Phase einen Regierungschef aus den Reihen der ARP: Hendrikus Colijn stand 1925–26 einer christlich-konfessionellen Koalition vor, 1933–37 einer Koalition der christlichen mit den liberalen Parteien (LSP und VDB) sowie 1937–39 wieder einer Regierung der drei konfessionellen Parteien. Colijns Regierung verfolgte in den 1930er-Jahren eine strenge Spar- und Deflationspolitik. Im calvinistischen Milieu wurde er dafür gefeiert, rückblickend wird diese Haltung jedoch kritisiert, weil sie die Auswirkungen der Wirtschaftskrise in den Niederlanden noch verschlimmert habe.

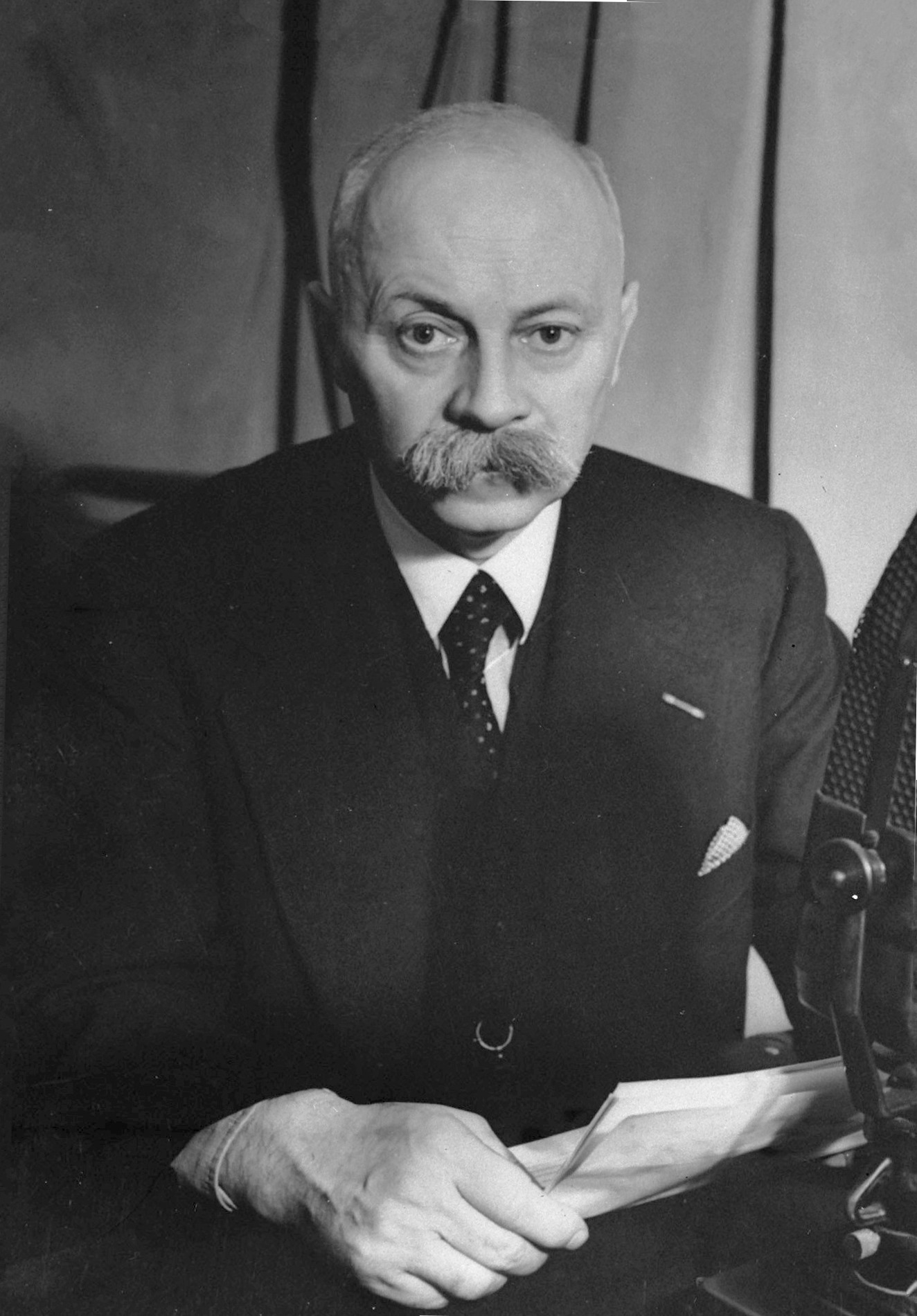
Pieter Sjoerds Gerbrandy, Chef der niederländischen Exilregierung (1940–45)

Während der deutschen Besatzung im Zweiten Weltkrieg wurde die ARP 1941 zusammen mit den anderen bürgerlichen Parteien verboten und existierte von da an im Untergrund weiter. Der ARP-Politiker Pieter Sjoerds Gerbrandy stand der niederländischen Exilregierung in London vor. Viele Anti-Revolutionäre nahmen am Widerstand gegen den Nationalsozialismus teil.

### Geschichte nach 1945
Nach dem Krieg spaltete sich 1948 der Gereformeerd Politiek Verbond (GPV) von der ARP ab, was mit der Kirchenspaltung der „befreiten“ (vrijgemaakten) Gereformeerden zusammenhing. Die ARP besann sich ebenso wie die Katholische Volkspartei (KVP) auf ihre christlich-sozialen Wurzeln als Partei der „kleinen Leute“ (anders als die bürgerlich-konservative CHU) und beschloss gemeinsam mit der sozialdemokratischen PvdA Sozialgesetze über die Arbeitslosenversicherung (1949) und allgemeine Alterssicherung (1956). In der Kolonialpolitik hielt die ARP an einem Verbleib Niederländisch-Indiens (heute Indonesien) im Reichsverband fest und lehnte später auch die Übergabe von Westneuguinea an Indonesien ab.
Die Mitgliederzahl der ARP schwankte seit 1945 um einen Wert von 100.000, begann jedoch ab Mitte der 1960er Jahre kontinuierlich zu sinken. Von 1952 bis zu ihrer Auflösung 1980 war die ARP ununterbrochen an der Regierung beteiligt, meist in einer Koalition der christlichen Parteien (mit KVP und CHU), teils mit der rechtsliberalen VVD, teils mit der sozialdemokratischen PvdA. Die ARP stellte mit Jelle Zijlstra 1966–67 und mit Barend Biesheuvel 1971–73 den Ministerpräsidenten, sonst war sie Juniorpartner der KVP oder der PvdA. Von 1973 bis 1977 war sie Teil der Mitte-links-Regierung Joop den Uyls (mit PvdA, KVP, linksliberalen D66 und PPR).

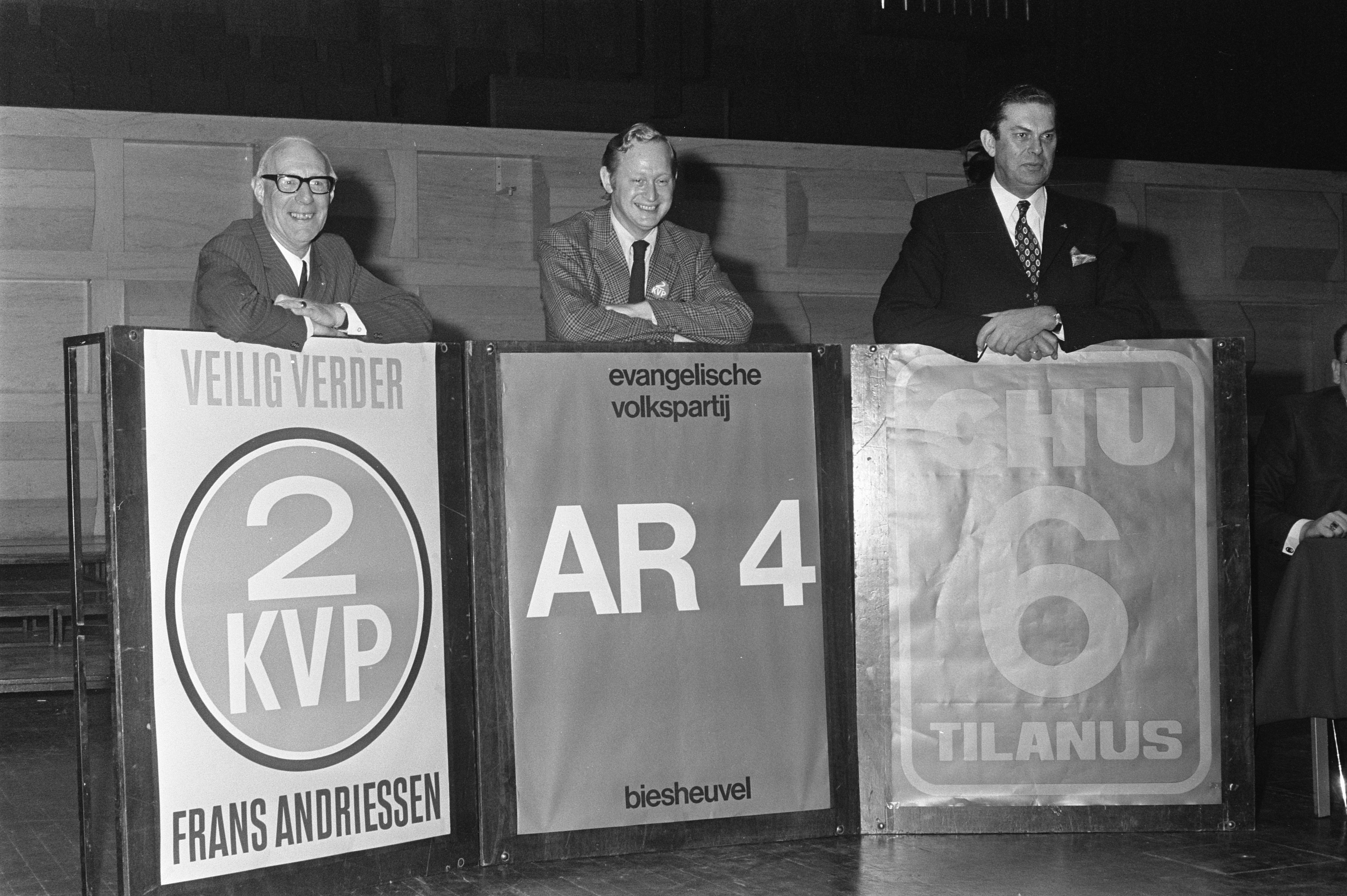
Gemeinsamer Wahlauftritt von ARP, KVP und CHU in Rotterdam 1972

Im Jahr 1967 begannen Gespräche über eine verstärkte christdemokratische Zusammenarbeit zwischen den drei konfessionellen Parteien ARP, CHU und KVP, die seit Kriegsende kontinuierlich an Zustimmung verloren hatten (von zusammen über 53 % bei der Wahl 1948 auf unter 45 % im Jahr 1967). Nachdem sich der Bedeutungsverlust der drei Parteien in den 1970er-Jahren noch verschärfte (1972 nur noch 31 %), traten sie 1977 erstmals mit einer gemeinsamen Liste zu den Wahlen an: dem Christen-Democratisch Appèl (CDA). Gegner der zunehmend intensiven Kooperation der drei christdemokratischen Parteien hatten die ARP bereits 1975 verlassen und die Reformatorische Politieke Federatie (RPF) gegründet. Der CDA wuchs 1980 zu einer einheitlichen christdemokratischen Partei zusammen, die ARP, CHU und KVP wurden aufgelöst. Die ARP hatte zu diesem Zeitpunkt mit 54.500 Mitgliedern nur noch etwas über die Hälfte ihrer Mitgliedszahlen aus der Hochphase nach dem Zweiten Weltkrieg. Die CDA-Fraktionsvorsitzenden Willem Aantjes und Enneüs Heerma kamen aus den Reihen der ARP.
Ehemalige Mitglieder vom linken Flügel der ARP gründeten 1981 die Evangelische Volkspartij, die sich – ähnlich den grünen Parteien in anderen westeuropäischen Ländern – für Frieden, Kapitalismuskritik, Bürgerrechte und gegen Kernenergie einsetzte, bevor sie 1989/91 in den GroenLinks aufging. Die beiden von der ARP abgespaltenen streng-calvinistischen Kleinparteien GPV und RPF fusionierten 2001 zur ChristenUnie, die ihre Wurzeln bei Groen van Prinsterers und Abraham Kuyper sieht.
Die ARP hatte eine Jugendorganisation mit dem Namen ARJOS (Anti-Revolutionaire Jongeren Studieclubs). Bis zum Verbot von 1941 verfügte die ARP mit De Standaard über eine überregionale Tageszeitung, nach dem Zweiten Weltkrieg wurde auf ein Wiedererscheinen zugunsten der ARP-nahen, jedoch nicht mehr der Partei zugehörigen Zeitung Trouw verzichtet.

## Wahlergebnisse bei Parlamentswahlen
- 1918: 13,4 %
- 1922: 13,7 %
- 1925: 12,2 %
- 1929: 11,6 %
- 1933: 13,4 %
- 1937: 16,4 %
- 1946: 12,9 %
- 1948: 13,2 %
- 1952: 11,3 %
- 1956: 09,9 %
- 1959: 09,4 %
- 1963: 08,7 %
- 1967: 09,9 %
- 1971: 08,6 %
- 1972: 08,8 %

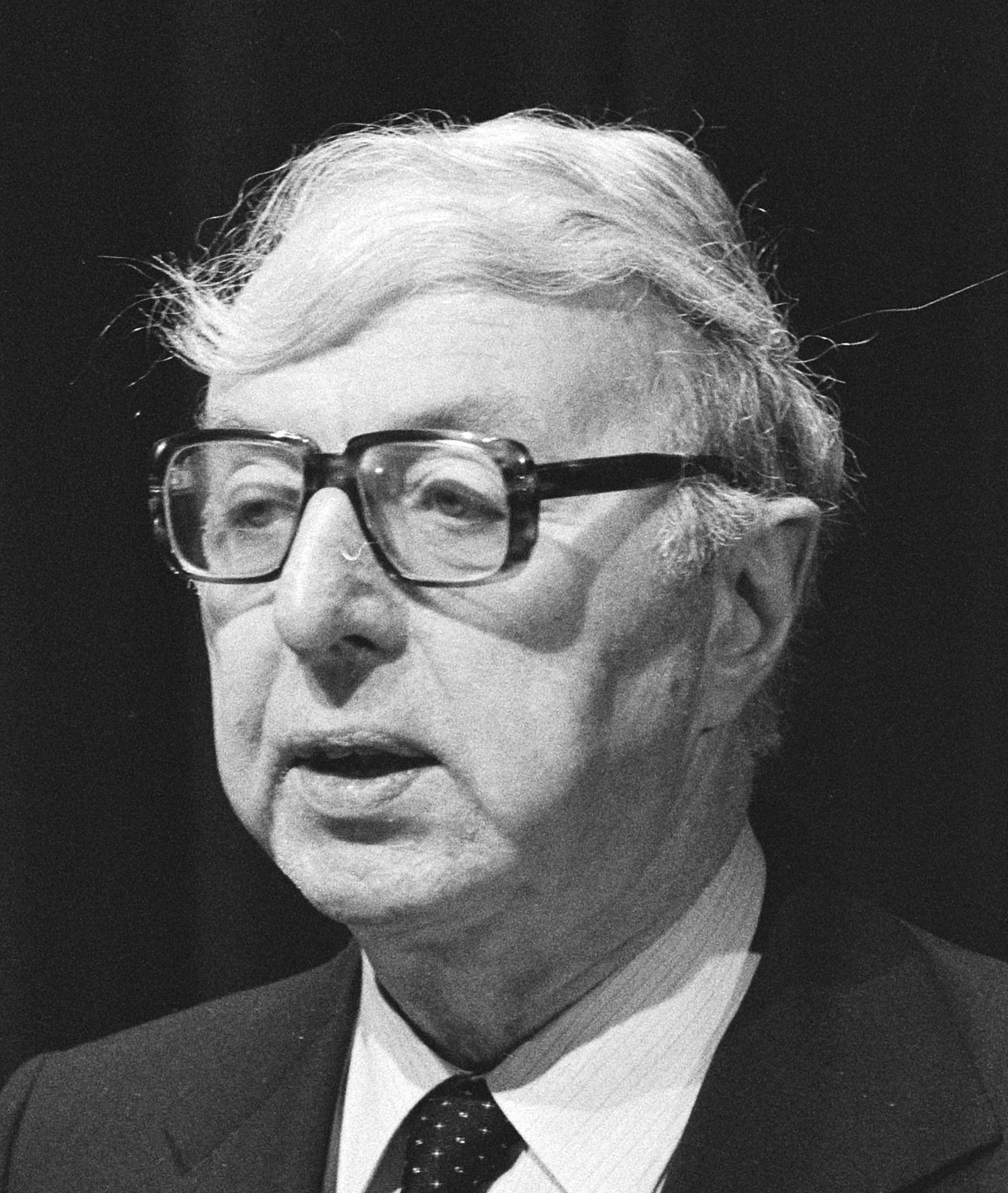
Jelle Zijlstra, einer der prominentesten ARP-Politiker der Nachkriegszeit

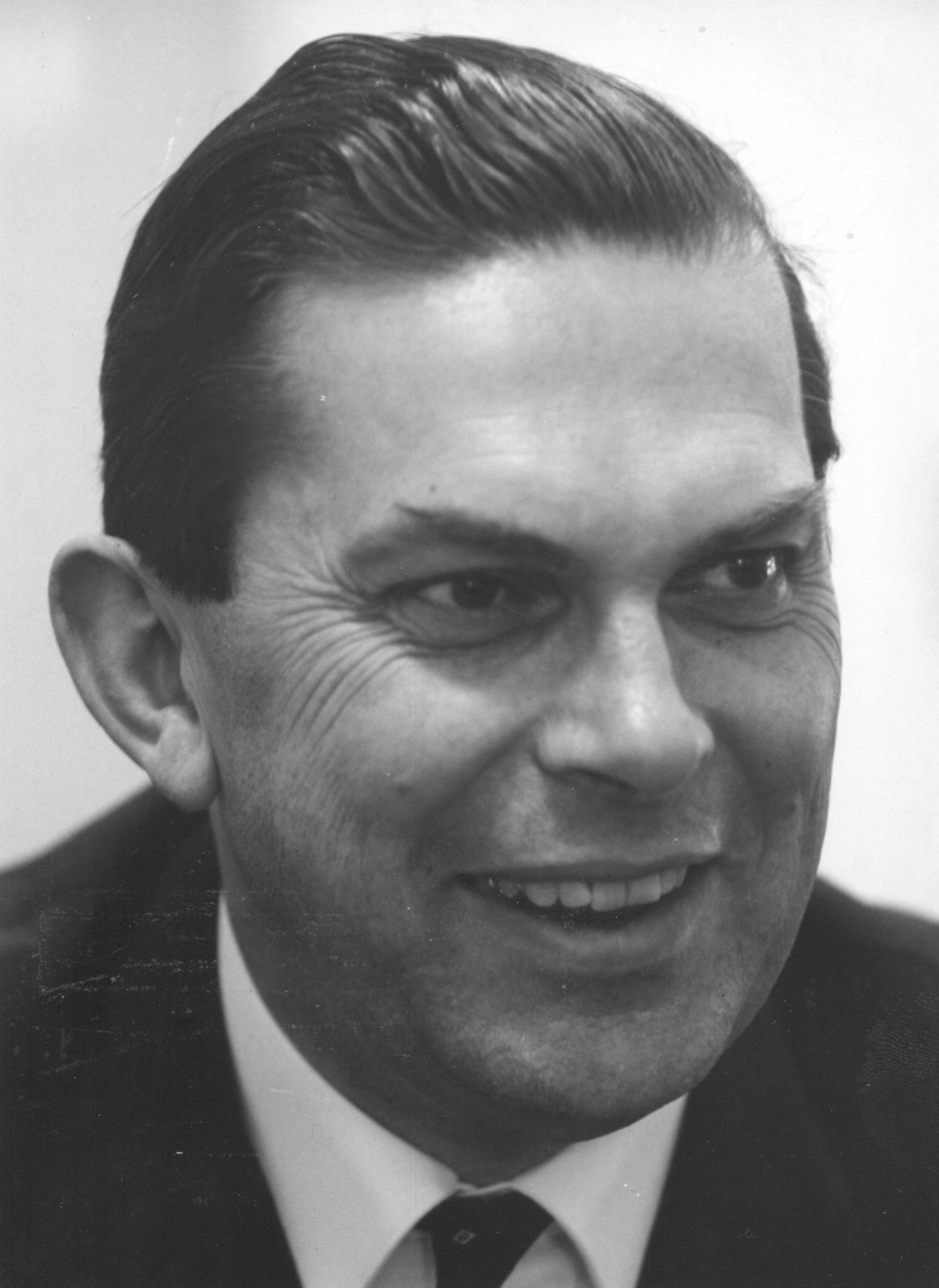
Barend Biesheuvel, Ministerpräsident 1971–73

Regionale Hochburgen hatte die ARP in den nördlichen Provinzen Friesland, Groningen, Drenthe, einigen Gemeinden im Osten von Südholland sowie dem neugewonnenen Land auf dem Noordoostpolder und Flevoland (heutige Provinz Flevoland).

## Ministerpräsidenten der Partei
- 1888–1891: Æneas Baron Mackay der Jüngere
- 1901–1905: Abraham Kuyper
- 1908–1913: Theo Heemskerk
- 1925–1926: Hendrikus Colijn (1. Regierungsperiode)
- 1933–1939: Hendrikus Colijn (2. Regierungsperiode)
- 1940–1945: Pieter Sjoerds Gerbrandy (Exilregierung in London)
- 1966–1967: Jelle Zijlstra
- 1971–1973: Barend Biesheuvel

## Parteivorsitzende
| Abraham Kuyper                  | 1879–1905 |
| Herman Bavinck                  | 1905–1907 |
| Abraham Kuyper                  | 1907–1918 |
| Hendrik Colijn                  | 1918–1933 |
| Jan Schouten                    | 1933–1939 |
| Hendrik Colijn                  | 1933–1944 |
| Jacob Adriaan de Wilde          | 1945–1946 |
| Jan Schouten                    | 1946–1955 |
| Anton Bernard Roosjen (interim) | 1955–1956 |
| Wiert Pauwel Berghuis           | 1956–1968 |
| Anton Bernard Roosjen (interim) | 1968      |
| Antoon Veerman                  | 1968–1973 |
| Jan de Koning                   | 1973–1975 |
| Hans de Boer                    | 1975–1980 |